# Roberto Alvarado
Roberto Carlos Alvarado Hernández (* 7. September 1998 in Irapuato, Guanajuato) ist ein mexikanischer Fußballspieler, der seit Juli 2018 beim Erstligisten Deportivo Guadalajara unter Vertrag steht und außerdem seit September 2018 mexikanischer Nationalspieler ist. Er trägt die Spitznamen El Piojo (Die Laus) nach seinem Vorbild Claudio López und El Plátano.
Er gilt als vielseitiger Spieler, der sowohl im offensiven Mittelfeld als „Zehner“, als auch auf beiden Flügelseiten agieren kann.

## Vereinskarriere

### Celaya FC
Alvarado wurde nach dem brasilianischen Sänger Roberto Carlos benannt und begann seine professionelle Karriere in der Mannschaft vom Celaya FC. Sein Debüt gab er am 25. September 2013 im Pokalspiel gegen die Estudiantes Tecos, welches mit 1:0 im heimischen Estadio Miguel Alemán Valdés gewonnen werden konnte. Bereits drei Tage später debütierte er im Alter von 15 Jahren und 21 Tagen in der Ascenso MX – der zweithöchsten mexikanischen Spielklasse – ebenfalls gegen die Estudiantes Tecos. Beim 0:0-Unentschieden betrat er in der 86. Spielminute für René García das Spielfeld. Er wurde damit zum jüngsten Spieler, der jemals in der Ascenso gespielt hat. Am 18. Februar 2014 traf er beim 1:0-Sieg gegen Atlas Guadalajara in der Gruppenphase der Copa MX Clausura erstmals für seine Mannschaft.
Die Leistungen des jungen Mexikaners erregten auch Interesse jenseits des Atlantiks. Im November 2014 trainierte er beispielsweise eine Zeit lang bei den englischen Premier-League-Vereinen Manchester United und AFC Sunderland mit. Im Januar 2015 spielte er dann bei Leicester City vor. Ein Kontrakt kam jedoch nirgendwo zustande und so verblieb er vorerst bei Celaya. Dort bekam er jedoch in den nächsten Monaten bekam Alvarado nur sporadisch Spielzeit und drang erst in der Saison 2015/16 in die Startformation vor. Sein erstes Ligator erzielte er am 10. April 2016 (14. Spieltag der Clausura) beim 2:0-Heimsieg gegen Atlético San Luis. In dieser Spielzeit absolvierte er bereits 30 Pflichtspiele.
Der vollständige Durchbruch in der zweiten mexikanischen Liga gelang ihm in der Apertura der folgenden Spielzeit 2016/17 als er in 14 Einsätzen sechs Tore erzielen konnte. Dadurch richteten sich wieder die Augen der mexikanischen Spitzenvereine in der Liga MX auf ihn.

### CF Pachuca
Zur Clausura 2017 verpflichtete der Erstligist CF Pachuca den aufstrebenden Mittelfeldspieler. Sein Debüt in der höchsten mexikanischen Spielklasse gab er am 15. Januar 2017 (2. Spieltag der Clausura), als er beim 1:0-Heimsieg gegen den Chiapas FC in der Schlussphase der Partie für Rubén Botta eingewechselt wurde. Sein erstes Tor gelang ihm am 4. März beim 3:2-Auswärtssieg gegen den Club Tijuana. In der Clausura kam er auf neun Einsätze, bei denen er in fünf von Beginn an auf dem Platz stand. In der CONCACAF Champions League 2016/17 wurde er zweimal eingesetzt, saß jedoch in beiden Finalspielen gegen die Tigres UANL auf der Reservebank. Das Turnier konnte mit einem Gesamtergebnis von 2:1 in zwei Partien gewonnen werden.

### Club Necaxa
Im Rahmen der Akquisition des chilenischen Flügelspielers Edson Puch gab der CF Pachuca Alvarado im Gegenzug zum Club Necaxa nach nur einem halben Jahr wieder ab. Erst am siebten Spieltag absolvierte er sein Debüt und konnte beim 2:1-Heimsieg gegen Atlas Guadalajara bereits kurze Zeit nach seiner Einwechslung den entscheidenden Siegtreffer erzielen. Daraufhin schaffte er es in die Stammformation und stand in der Clausura 2018 bereits in allen 17 Ligaspielen seines Vereins auf dem Platz, in denen er ein Tor erzielte und fünf weitere vorbereitete. Mit Necaxa konnte er die Clausura 2018 des Copa MX mit einem 1:0-Finalsieg gegen Deportivo Toluca gewinnen.

### CD Cruz Azul
Am 21. Mai 2018 wechselte El Piojo (Die Laus) – wie er gleich seinem Vorbild Claudio López auch genannt wird – zum Ligakonkurrenten CD Cruz Azul. Am 21. Juli (1. Spieltag der Apertura) debütierte er beim 3:0-Heimsieg gegen den  Puebla FC für seinen neuen Verein. Bereits zwei Wochen später traf er beim 1:0-Heimsieg gegen die Tigres UANL erstmals im Trikot der La Maquina und bereitete seiner Mannschaft damit einen perfekten Saisonstart mit drei Siegen aus drei Spielen. Nach 17 Spieltagen beendete man die Apertura 2018 auf dem ersten Tabellenplatz. Alvarado war in jedem Spiel zum Einsatz gekommen und hatte zwei Tore und vier Assists beigesteuert. Bei der Liguilla Apertura schaffte man es bis ins Finalspiel um die Meisterschaft, wo man jedoch im Clásico Joven gegen den Club América sowohl das Hin- und Rückspiel mit 0:2 verlor. Die Apertura des Copa MX konnte man im Finale mit 2:0 gegen den CF Monterrey gewinnen. In der Clausura 2019 startete er in allen 17 Spielen, erzielte zwei Treffer und bereitete zwei weitere vor. In den Liguillas der Clausura scheiterte man bereits im Viertelfinale gegen den Rivalen Club América. Auch in der folgenden, verkürzten Saison 2019/20 behielt Alvarado seine Form und erzielte in 27 Ligaeinsätzen vier Tore sowie bereitete sechs weitere Treffer vor.

## Nationalmannschaft

### Mexiko U21
Mit der mexikanischen U-21-Nationalmannschaft nahm Alvarado an der 46. Auflage des Turniers von Toulon teil, bei dem er mit seinem Heimatland bis ins Finalspiel vorstieß. In der Gruppenphase hatte er davor je einmal gegen Katar und China getroffen. Im Finale gegen die England U21 konnte er trotz seines dritten Turniertreffers die 1:2-Niederlage nicht verhindern.
Er wurde auch in den Kader einberufen, welche Mexiko beim Herrenfußballwettbewerb der Zentralamerika- und Karibikspiele 2018 in Barranquilla, Kolumbien vertreten sollte, doch sein Verein CD Cruz Azul verweigerte es, den Offensivspieler für dieses Turnier freizugeben.

### Mexiko
Am 29. August 2018 wurde er im Rahmen der freundschaftlichen Länderspiele gegen Uruguay und die Vereinigten Staaten erstmals in den Kader der mexikanischen A-Nationalmannschaft einberufen. Sein Debüt leistete er dann am 7. September bei der 1:4-Niederlage gegen die uruguayische Auswahl in Houston, als er in der zweiten Halbzeit für den Stürmer Alan Pulido eingewechselt wurde. Am 5. Juni 2019 traf er in seinem siebten Länderspiel beim 3:1-Testspielsieg gegen Venezuela in Atlanta erstmals in der Nationalmannschaft.
Beim CONCACAF Gold Cup 2019 stand er im Kader der El Tri. Beim 3:1-Sieg in der Gruppenphase gegen Kanada erzielte er sein zweites Tor für Mexiko. Er war in allen drei Gruppenspielen von Beginn an auf dem Spielfeld, beendete aber kein einziges davon. Beim 6:5-Viertelfinalsieg gegen Costa Rica wurde er in der zweiten Halbzeit für Uriel Antuna eingewechselt und verwandelte im Elfmeterschießen seinen Versuch erfolgreich. Beim Halbfinalsieg gegen Haiti wurde er wiederum in der Mitte der zweiten Spielhälfte für Antuna ausgetauscht. Im Finale wurde gegen die USA wurde er in der Schlussphase der regulären Spielzeit für Antuna eingewechselt. Das Spiel konnte letztlich in der Verlängerung mit 1:0 gewonnen werden.
Beim Gold Cup 2023 sowie Gold Cup 2025 gewann er mit der Auswahl Mexikos den Titel.

## Erfolge

### Verein
CF Pachuca
- CONCACAF Champions League: 2016/17

Club Necaxa
- Copa MX: Clausura 2018

CD Cruz Azul
- Copa MX: Apertura 2018
- Supercopa MX: 2019

### Nationalmannschaft
Mexiko
- CONCACAF Gold Cup: 2019, 2023, 2025